# Campo Marzio
Campo Marzio – rione, jedno z dwudziestu dwóch rioni Rzymu, tradycyjnych jednostek podziału administracyjnego miasta, dotyczącego części wewnątrz murów aureliańskich (z niewielkimi wyjątkami). Stanowi część gminy Municipio Roma I.
Współcześnie Campo Marzio ma powierzchnię 0,88 km², a w 2015 zamieszkiwało je 7 214 mieszkańców.
Historyczny numer dzielnicy to R. IV.